# Wybory prezydenckie we Włoszech w 2015 roku
Wybory prezydenckie we Włoszech odbyły się w dniach 29 stycznia – 31 stycznia 2015 roku. W ich wyniku w czwartej turze głosowania na prezydenta został wybrany Sergio Mattarella.

## Procedura
Zgodnie z włoską konstytucją, wybory przeprowadzane są w głosowaniu tajnym, z udziałem 630 deputowanych, 315 senatorów, senatorów dożywotnich (w dacie tych wyborów w Senacie zasiadało 6 senatorów dożywotnich) oraz 58 przedstawicieli regionalnych. Głosowanie odbyło się w Palazzo Montecitorio, siedzibie Izby Deputowanych. W pierwszych trzech turach głosowania do wyboru prezydenta wymagana była większość dwóch trzecich wszystkich uprawnionych do głosowania (673 z 1009 wyborców). Od czwartego głosowania, wymagana była bezwzględna większość (minimum 505 głosów z 1009). Wybory przeprowadzane były przez przewodniczącą Izby Deputowanych Laurę Boldrini, która była odpowiedzialna za przeliczenie głosów.

### 1. tura (29 stycznia)
Upoważnionych: 1009. Obecnych: 975. Głosujących: 975.

Dwie trzecie wszystkich uprawnionych do głosowania: 673.
| Kandydat                 | Głosy |
| ------------------------ | ----- |
| Ferdinando Imposimato    | 120   |
| Vittorio Feltri          | 49    |
| Luciana Castellina       | 37    |
| Emma Bonino              | 25    |
| Stefano Rodotà           | 23    |
| Gabriele Albertini       | 14    |
| Claudio Sabelli Fioretti | 11    |
| Romano Prodi             | 9     |
| Mauro Morelli            | 9     |
| Massimo Caleo            | 8     |
| Marcello Gualdani        | 6     |
| Pier Luigi Bersani       | 5     |
| Sergio Mattarella        | 5     |
| Lucio Barani             | 4     |
| Giuseppe Scognamiglio    | 4     |
| Agostino Marianetti      | 3     |
| Antonio Martino          | 3     |
| Ricardo Merlo            | 3     |
| Ignazio Messina          | 3     |
| Paolo Mieli              | 3     |
| Giuseppe Pagano          | 3     |
| Antonello Zitelli        | 3     |
| Dario Ballini D'Amato    | 2     |
| Anna Finocchiaro         | 2     |
| Ezio Greggio             | 2     |
| Pozostałe głosy          | 48    |
| Karty niewypełnione      | 538   |
| Karty nieważne           | 33    |

Żaden kandydat nie otrzymał wymaganych 673 głosów.

### 2. tura (30 stycznia)
Upoważnionych: 1009. Obecnych: 953. Głosujących: 953.

Dwie trzecie wszystkich uprawnionych do głosowania: 673.
| Kandydat                 | Głosy |
| ------------------------ | ----- |
| Ferdinando Imposimato    | 123   |
| Vittorio Feltri          | 51    |
| Luciana Castellina       | 34    |
| Emma Bonino              | 23    |
| Stefano Rodotà           | 22    |
| Claudio Sabelli Fioretti | 14    |
| Marcello Gualdani        | 10    |
| Giuseppe Pagano          | 7     |
| Santo Versace            | 6     |
| Romano Prodi             | 5     |
| Paola Severino           | 5     |
| Sergio Mattarella        | 4     |
| Antonio Razzi            | 4     |
| Gian Carlo Sangalli      | 4     |
| Ezio Greggio             | 3     |
| Mauro Guerra             | 3     |
| Ignazio Messina          | 3     |
| Lucio Barani             | 2     |
| Pier Luigi Bersani       | 2     |
| Luciano Cimmino          | 2     |
| Anna Finocchiaro         | 2     |
| Franco Frattini          | 2     |
| Agostino Marianetti      | 2     |
| Giuseppe Scognamiglio    | 2     |
| Pozostałe głosy          | 61    |
| Karty niewypełnione      | 531   |
| Karty nieważne           | 26    |

Żaden kandydat nie otrzymał wymaganych 673 głosów.

### 3. tura (30 stycznia)
Upoważnionych: 1009. Obecnych: 969. Głosujących: 969.

Dwie trzecie wszystkich uprawnionych do głosowania: 673.
| Kandydat                 | Głosy |
| ------------------------ | ----- |
| Ferdinando Imposimato    | 126   |
| Vittorio Feltri          | 56    |
| Luciana Castellina       | 33    |
| Emma Bonino              | 23    |
| Stefano Rodotà           | 22    |
| Lucio Barani             | 21    |
| Giuseppe Pagano          | 11    |
| Claudio Sabelli Fioretti | 8     |
| Marcello Gualdani        | 7     |
| Mauro Guerra             | 5     |
| Francesco Guccini        | 4     |
| Luigi Manconi            | 4     |
| Sergio Mattarella        | 4     |
| Giovanni Malagò          | 3     |
| Ignazio Messina          | 3     |
| Antonio Palmieri         | 3     |
| Angelo Perrino           | 3     |
| Romano Prodi             | 3     |
| Ernesto Abaterusso       | 2     |
| Pier Ferdinando Casini   | 2     |
| Michele Emiliano         | 2     |
| Franco Frattini          | 2     |
| Ezio Greggio             | 2     |
| Luigi Marino             | 2     |
| Vincenzo Olita           | 2     |
| Antonio Razzi            | 2     |
| Pasquale Sollo           | 2     |
| Andrea Vecchio           | 2     |
| Pozostałe głosy          | 70    |
| Karty niewypełnione      | 513   |
| Karty nieważne           | 27    |

Żaden kandydat nie otrzymał wymaganych 673 głosów.

### 4. tura (31 stycznia)
Upoważnionych: 1009. Obecnych: 995. Głosujących: 995.

Bezwzględna większość wszystkich uprawnionych do głosowania: 505.
| Kandydat              | Głosy |
| --------------------- | ----- |
| Sergio Mattarella     | 665   |
| Ferdinando Imposimato | 127   |
| Vittorio Feltri       | 46    |
| Stefano Rodotà        | 17    |
| Emma Bonino           | 2     |
| Antonio Martino       | 2     |
| Giorgio Napolitano    | 2     |
| Romano Prodi          | 2     |
| Pozostałe głosy       | 14    |
| Karty niewypełnione   | 105   |
| Karty nieważne        | 13    |

Mattarella został wybrany na urząd prezydenta Republiki Włoskiej.